# Колісниківка (Шевченківська селищна громада)
Колісниківка —  село в Україні, у Шевченківській селищній громаді Куп’янського району Харківської області. Населення становить 126 осіб. До 2020 орган місцевого самоврядування — Петропільська сільська рада.

## Географія
Село Колісниківка знаходиться біля витоків річки Середня Балаклійка. На відстані до 1 км розташовані села Олексіївка та Максимівка.

## Історія
1921 — дата заснування.
12 червня 2020 року, відповідно до Розпорядження Кабінету Міністрів України № 725-р «Про визначення адміністративних центрів та затвердження територій територіальних громад Харківської області», увійшло до складу Шевченківської селищної територіальної громади.
19 липня 2020 року, в результаті адміністративно-територіальної реформи та ліквідації Шевченківського району, село увійшло до складу новоутвореного Куп'янського району Харківської області.

## Об'єкти соціальної сфери
- Клуб.

## Відомі люди
- Лоза Дмитро Федорович (14.04.1922 — 22.05.2001) — танкіст, офіцер, учасник Другої світової війни, нагороджений за відвагу званням Герой Радянського Союзу й орденом Леніна та медаллю Золота Зірка (15.05.1946), також удостоєний ордена Червоного Прапора (30.09.1945), Олександра Невського (23.02.1945), Вітчизняної Війни I (06.04.1985) та II (13.09.1943) ст., двох орденів Червоної Зірки (22.04.1944, 30.12.1956) та багатьох медалей. Після військової служби жив і працював в Москві.